# 国際ビジネスコミュニケーション協会
一般財団法人国際ビジネスコミュニケーション協会（こくさいビジネスコミュニケーションきょうかい)、略してIIBC（The Institute for International Business Communication）は、通称TOEIC（トーイック）と呼ばれる英語検定試験「国際コミュニケーション英語能力テスト」を実施している団体。

## 目的と事業内容
国際社会における円滑なコミュニケーションの促進を使命とし、人と企業の国際化に貢献することを目的に設立された。主な事業は、英語検定TOEICの実施、英語教育・研修の支援、英語学習書の出版と学習サポート、英語教育調査・研究、国際的な人材開発を柱とする。

## 歴史
『TIME』などを発行するアメリカのTime.incで長年働いてきた北岡靖男(1928 - 1997)は仕事を通じて日本人の英語能力の不足を実感し、退職後、英語教育を目的とした国際コミュニケーションズ社を設立、スピーキングに重きを置いた新しい英語テストの実施を企画した。元同僚で早稲田大学教授だった三枝幸夫から、アメリカの教育試験サービス　(Educational Testing Service, ETS)、1947年設立の英語テスト実施団体) と組むことを勧められ、ETSに打診したところ、ETSとの協働には非営利団体の受け皿が必要との返答であったため、文部省（現在の文部科学省）にかけあったが、すでに英検を実施していた文部省側は難色を示した。北岡は知り合いの元通産省官僚で、財団法人世界経済情報サービス（WEIS）や財団法人日中経済協会（いずれも通産省管轄）の理事を務めていた渡辺弥栄司に協力を仰いだ。渡辺は、世界経済情報サービス傘下に、赤澤璋一や原田明（元通産省通商局長）といった元通産官僚や財界人ら23名をメンバーにしたTOEIC運営委員会を1979年に組織した。
公的支援を取り付けたことから、ETSは1977年にTOEICテストを開発、1979年に第一回めの試験が実施された。思ったほどの受験者が集まらず経済的に逼迫したため、企業の協力(松下電器、富士通など、委員会メンバーの所属する大企業での試験実施)を取り付けるなどして、1981年に2回目を実施。1983年には、TOEICの普及を目的とした株式会社国際コミュニケーションズ・スクールと業務委託の契約を交わした。1986年には受験者数が10万人を超え、渡辺を理事長・会長に、通産省管轄の財団法人国際ビジネスコミュニケーション協会を設立した。
受験者数は年々増え、1995年には長野オリンピックの語学ボランティアにTOEIC テスト採用させるなど、年間受験者数は50万人に達し、2012年には230万人に達した。
1989年～2008年まで、元理事長の渡辺が傾倒していた女性漢詩朗詠家・室伏寿冠の朗詠会を支援していた。また、渡辺が設立した社団法人ビューティフル エージング協会の法人会員でもあった。2009年には、不透明な人事や資金の流れが週刊誌『フライデー』で報じられた。同年、渡辺は長年務めてきた理事長・会長の座を92歳で退いた。

## 業務委託会社の脱税事件
2009年、TOEICの業務委託先だった「国際コミュニケーションズ・スクール」（ICS、International Communications School）が2009年3月期までの数年間に1億円超の所得隠しをしていたと東京国税局より指摘された。同社は、国際ビジネスコミュニケーション協会からTOEICを企業や学校に普及させるための活動や試験実施窓口などの業務を受託していた。国税局はこれらの業務に関して不適切な経費計上があったと指摘したが、協会側は（新聞取材時には）「人的・資本的に関係なく、業務委託は今年3月末で終了した」と発言した。ただし、同社と同協会は同じビルの同じフロアにあり、同協会理事だった室伏貴之（旧・理事長）は2008年までICS社の理事も務めていた。ICSはE-Communications Inc.というオンライン企業も所有していた。
2009年2月には、同協会を所管する経済産業省から「手元の資金量を示す内部留保の水準が高くなり過ぎる」との指導を受け、協会は同年9月より受験料を1割弱値下げした。